# Les Baux-Sainte-Croix
Les Baux-Sainte-Croix település Franciaországban, Eure megyében. Lakosainak száma 868 fő (2022. január 1.). Les Baux-Sainte-Croix Angerville-la-Campagne, Arnières-sur-Iton, Guichainville, Le Plessis-Grohan és Les Ventes községekkel határos.

## Népesség
A település népességének változása:
| Lakosok száma | 445  | 861  | 1097 | 948  | 894  | 867  | 840  | 820  | 836  | 868  |
|               | 1968 | 1982 | 1990 | 2006 | 2013 | 2015 | 2017 | 2019 | 2020 | 2022 |